# Cindy Nell
Cindy Nell (Johannesburg, 1º ottobre 1981) è una modella e conduttrice televisiva sudafricana, eletta Miss Sudafrica 2002.
In seguito la Nell ha rappresentato il Sudafrica a Miss Universo 2003, dove è riuscita a classificarsi al terzo posto, dietro soltanto alla venezuelana Mariángel Ruiz ed alla dominicana Amelia Vega, vincitrice del concorso. Nel corso dello stesso anno prenderà parte anche a Miss Mondo 2003, ma non riuscirà a piazzarsi
Dopo le esperienze nei concorsi di bellezza, Cindy Nell ha intrapreso la carriera di modella, comparendo sulle copertine id riviste come FHM, Huisgenoot e Finesse e di conduttrice televisiva. La Nell ha infatti condotto la trasmissione Pasella su Lifestyle e Miss Sudafrica 2002su SABC. Ha inoltre partecipato come concorrente a Survivor Santa Carolina, edizione sudafricana di Survivor.
Cindy Nell, fra le sue altre attività, ha fondato nel 2002 l'agenzia di moda C.N. Excellence Promotion, mentre nel 2009 ha scritto il manuale The Model and Pageant Guide.